# Башинформсвязь-Динамо
«Башинформсвя́зь-Дина́мо» — бывший российский футбольный клуб из Уфы, Башкортостан.
Клуб зарегистрирован 18 февраля 2009 года на базе команды ЛФЛ «Динамо РБ» Уфа. 19 марта 2009 года заявлен к участию во втором дивизионе ПФЛ, зона «Урал-Поволжье» на правах слияния с уфимским ЛФК «Таксист», занявшим 2-е место в зоне «Урал-Западная Сибирь» Первенства России среди ЛФК и выигравшего Кубок Урала и Западной Сибири.
23 декабря 2010 года на базе «Башинформсвязь-Динамо» основан футбольный клуб «Уфа».

## История
Основан 18 февраля 2009 года под названием «Башинформсвязь-Динамо» при поддержке генерального директора ОАО «Башинформсвязь» Салавата Гайсина. Команда была создана путём слияния двух уфимских футбольных клубов — участников первенства Любительской футбольной лиги среди команд зоны «Урал и Западная Сибирь»: «Динамо» и «Таксист» — трёхкратного чемпиона Республики Башкортостан по футболу (2006, 2007, 2008), обладателя Кубка Республики Башкортостан по футболу (2007), Суперкубка Республики Башкортостан по футболу (2007), Кубка Урала и Западной Сибири (2008), серебряного призёра первенства России среди любительских футбольных клубов сезона 2008 года зоны «Урал и Западная Сибирь», который получил право на выступление во Втором дивизионе России по футболу после того, как у занявшего первое место миасского «Торпедо» возникли финансовые трудности. Костяк команды составили игроки «Таксиста» и «Динамо». Первым главным тренером стал Флёр Фахретдинов.
19 марта 2009 года ФК «Башинформсвязь-Динамо» был принят в состав членов Ассоциации ПФЛ и включен в состав участников зоны «Урал-Поволжье».

### ПФЛ
26 апреля 2009 года в первом официальном матче в первом туре второго дивизиона ФК «Башинформсвязь-Динамо» сыграл дома с тольяттинской «Ладой». Встреча завершилась минимальной победой уфимцев 1:0. Победный гол забил Вячеслав Ткачёв. По итогам сезона динамовцы заняли 9 место.
В июне 2010 года главным тренером ФК «Башинформсвязь-Динамо» был назначен Борис Синицын. Под его руководством в сезоне 2010 уфимцы заняли 10 место.
Летом 2010 года Президент Башкортостана Рустэм Хамитов заявил о необходимости создания в Уфе команды уровня Премьер-лиги. Планировалось назвать команду «Сармат», но против этого выступил лично президент республики. В итоге выбор остановился на названии «Уфа». 23 декабря 2010 года был на базе Башинформсвязь-Динамо был создан ФК «Уфа».
Технические партнёры
| 2009 | Umbro  |
| 2010 | Adidas |

## Статистика выступлений
| Год  | Лига                                  | Место | И  | В  | Н | П  | Голы  | О  | Кубок |
| ---- | ------------------------------------- | ----- | -- | -- | - | -- | ----- | -- | ----- |
| 2009 | Второй дивизион, зона «Урал-Поволжье» | 9     | 30 | 12 | 7 | 11 | 40—40 | 43 | 1/512 |
| 2010 | Второй дивизион, зона «Урал-Поволжье» | 10    | 26 | 8  | 3 | 14 | 24—38 | 28 | 1/256 |